# Ladja
Ládja je vozilo za plovbo po vodni gladini, oziroma vodno plovilo. Izum krmnega krmila v 12. stoletju in razvoj jadranja v času križarskih vojn sta skoraj povsem izpodrinila vesla. Ena izmed najboljših jadrnic je bil kliper Sir Launcelot, ki je prevažal čaj, in so ga zgradili leta 1865. Prvi parniki so se še vedno zanašali na jadra, ki so zagotavljala cenen in zanesljiv dodatni pogon. Odprtje Sueškega prekopa leta 1869 in uvajanje ekspanzijskega parnega stroja je parnike postavilo daleč pred jadrnice, pa tudi ladijski parni stroj je kmalu zamenjal motor z notranjim zgorevanjem. Tankerji so se na morjih pojavili po 2. svetovni vojni, ko se je v Evropi in ZDA močno povečala potreba po nafti. Dolgotrajno zaprtje Sueškega prekopa v letu 1967 in veliko povečanje porabe nafte sta pripeljala do nastanka orjaških tankerjev, t. i. supertankerjev. Za hitre prevoze na kratke razdalje so razvili hidrogliserje in hoverkrafte, ki so sprva prevažali vojaške enote, nato pa potnike in končno tudi hitro pokvarljive tovore. V zgodnjih 1990. letih so razvili tovorne avtomatizirane jadrnice in maglev ladje (maglev je kratica za magnetno levitacijo). 
Ladje imajo na bokih barvni luči, ki posadkam drugih ladij ponoči omogočata določiti njihovo lego in smer plovbe. Na levi strani imajo rdečo luč, na desni pa zeleno.

## Ladijske mere
Za opisovanje velikosti ladij se uporabljajo naslednje mednarodne mere:
- LOA (Length Over All) - dolžina od skrajnega fiksnega dela krme do skrajnega fiksnega dela na premcu
- LBP (Length Between Perpendicular) - razdalja med navpičnicami (na krmi skozi os krmila, na premcu skozi presečišče konstrukcijske vodne linije in premčne statve)
- Breadth - širina med zunanjim delom glavnega rebra
- Depth - globina, meri se od zgornjega dela kobilice do glavne palube
- Freeboard - nadvodje, meri se od vodne linije do palube
- Draft - ugrez, meri se od najnižjega dela ladje do vodne linije
- Trim - to je vzdolžna nagnjenost ladje (razlika med krmnim trimom TA in trimom premca TF)

## Razvrstitev ladij

### Po velikosti
- čoln (do 10 BRT ali več in brez palube)
- ladja (nad 10 BRT in s palubo)

### Po materialu
- lesene
- železne
- armiranobetonske
- aluminijaste
- mešani materiali

### Popogonu
- na vesla
- jadrnica
- mehanski pogon:

- parni pogon
- motorni pogon
- električni pogon
- kombinirani pogon
- jedrski pogon
- maglev pogon

- brez pogona:
- barža

### Poplovbi
- pomorske
- pomorsko-rečne
- ladje notranje plovbe

- rečne
- jezerske
- kanalske

### Po namenu
- vojaške

- vojne ladje
- pomožne vojaške ladje

- transportne

- potniška ladja
- tovorna ladja
- potniško-tovorna ladja

- ribiške
- posebne ladje

- gasilska ladja
- ledolomilec
- vlačilec (remorker)
- ladja svetilnik
- carinska ladja
- šolska ladja
- hidrografska ladja
- meteorološka ladja
- ladja delavnica